# Jüdische Friedhöfe in Einbeck
Es sind vier Jüdische Friedhöfe in der niedersächsischen Stadt Einbeck im Landkreis Northeim dokumentiert:
- ein Friedhof im Judenkirchhofsfeld
- ein Friedhof in der Rabbethgestraße
- ein Friedhof im Zentralfriedhof
- ein Friedhof in Wenzen, ein Dorf, das bis 1974 selbständig war und dann in die Stadt Einbeck eingemeindet wurde.

## Friedhof im Judenkirchhofsfeld
Der Friedhof befindet sich an der Ortsumgehungsstraße B 3 in der Flur 12, Flurstück 159. Möglicherweise wurde er bereits im Mittelalter belegt. Hinweise auf einen oder sogar zwei mittelalterliche Friedhöfe gibt es in der Literatur. Es gibt keine Grabsteine mehr, sondern nur einen Gedenkstein. (siehe Artikel Judenkirchhofsfeld)

## Friedhof in der Rabbethgestraße

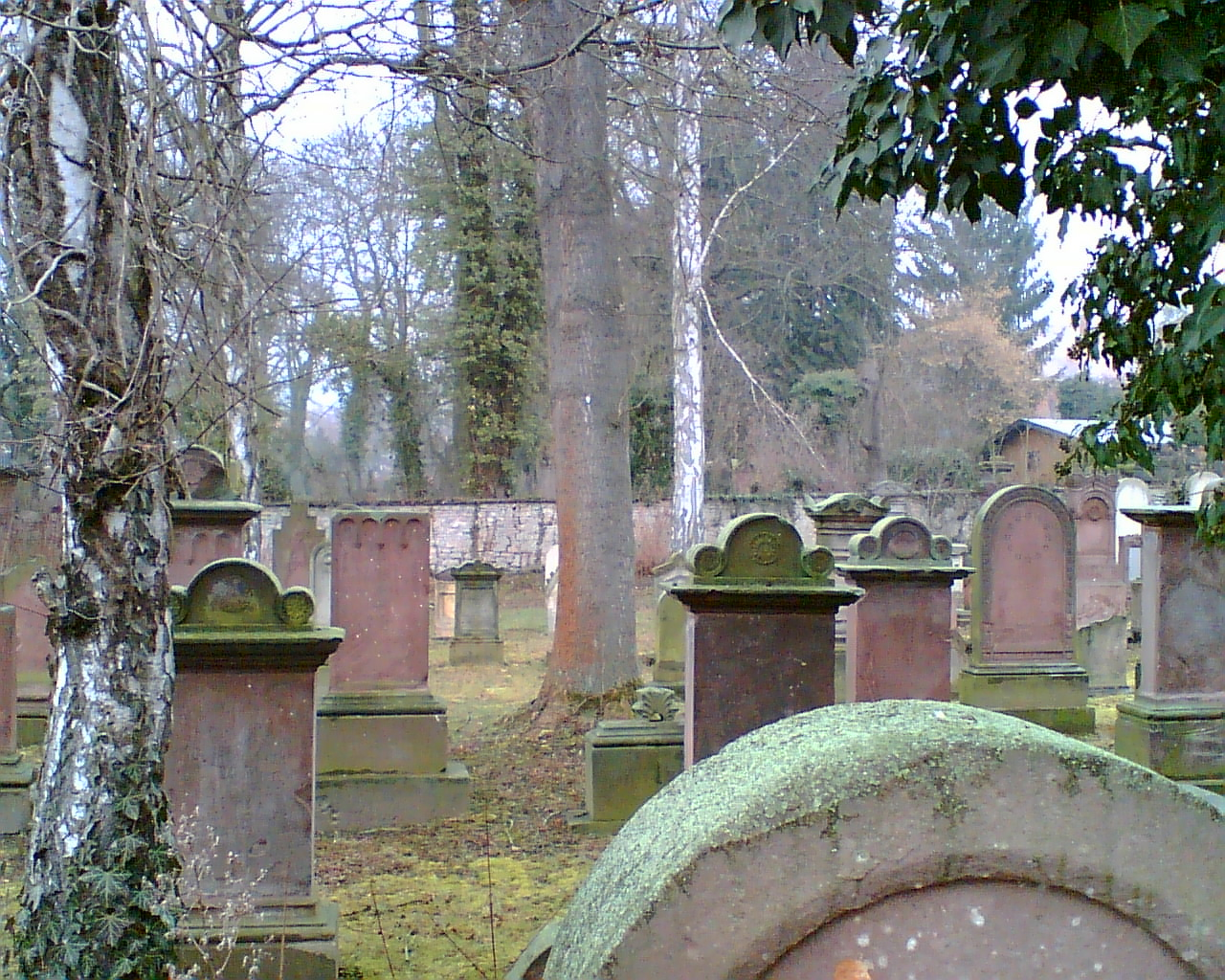
Friedhof in der Rabbethgestraße

Der Friedhof in der Rabbethgestraße wurde 1827 erworben und von 1832 bis 1920 belegt. 1944 wurden die Grabsteine abgeräumt, konnten aber nach 1945 wieder aufgestellt werden. Heute befinden sich hier noch 111 Grabsteine.

## Friedhof im Zentralfriedhof
Auf dem jüngsten der Einbecker jüdischen Friedhöfe, der eine Abteilung des kommunalen Zentralfriedhofes darstellt, fanden von 1911 bis 1929 und dann noch im Jahr 1986 Bestattungen statt. Es sind 15 Grabsteine erhalten.

## Friedhof in Wenzen
Der Friedhof in dem heute zur Stadt Einbeck gehörenden Dorf wurde von 1865 bis 1907 belegt. Auf ihm befinden sich sechs Grabsteine.